# Apamea de l'Eufrates
Apamea de l'Eufrates (en llatí Apameia, en grec antic Ἀπάμεια) era una ciutat del regne d'Osroene situada a la riba de l'Eufrates, anomenada abans Til Barsip, a la part oposada a Seugma. La va fundar Seleuc I Nicàtor. Un pont de barques mantenia la comunicació entre Apamea i Seugma. En parla Plini el Vell a la Naturalis Historia V, 21.